# Thuidium tomentosum
Thuidium tomentosum là một loài Rêu trong họ Thuidiaceae. Loài này được Schimp. miêu tả khoa học đầu tiên năm 1872.